# ウバサンジャ
ウバサンジャ（モンゴル語: Ubasanǰa čing tayiǰi/Чин тайж、中国語: 鄂不錫察台吉、1515年 - ?）とは、モンゴルのハーンであるバト・モンケ（ダヤン・ハーン）の子供の一人。しばしば「ウバサンジャ・チン・タイジ」と称される。『アルタン・ハーン伝』ではウバサンジ（Ubasanǰi）とも表記され、漢文史料では「五八山只台吉」、「称台吉」と記される。オバサンジ、ウバサンチャとも表記される。

## 概要
ダヤン・ハーンとその側室ジャライルのスミル・ハトンの間の息子として生まれた。同母兄弟にはゲレト・タイジがいる。
ウバサンジャがダヤン・ハーンより分封された部族については史料間で錯綜しており、アスト部とヨンシエブ部とするもの（『蒙古源流』/『蒙古世系譜』）、カラ・タタルとするもの（『アルタン・トプチ』）、タタル・アイマグとするもの（『恒河の流れ』ほか）がある。
しかし漢文史料の記載などからアスト（とヨンシエブ）を相続したのはアル・ボラトであると判明しているため、ウバサンジャが相続したのはチャハル・トゥメンに属するタタル・オトクであるとする説が有力である。

## 子孫
- トンシ・タイジ（Töngsi Tayiǰi/通石台吉）
- チャンリ・タイジ（Čangli tayiǰi/長力台吉）